# 케어로 타운십 (미네소타주)
케어로 타운십(Cairo Township)은 미국 미네소타 주에 있는 소행정도시이다. 원래 이 도시는 이집트계 미국인 1세대들이 1868년에 주도하여 일군 도시인데 훗날 존슨 대통령과 그랜트 대통령도 이 도시의 재창설을 각각 원조하였다.